# Junction Labyrinthus
Il Junction Labyrinthus è una formazione geologica della superficie di Titano.